# Cservonyec

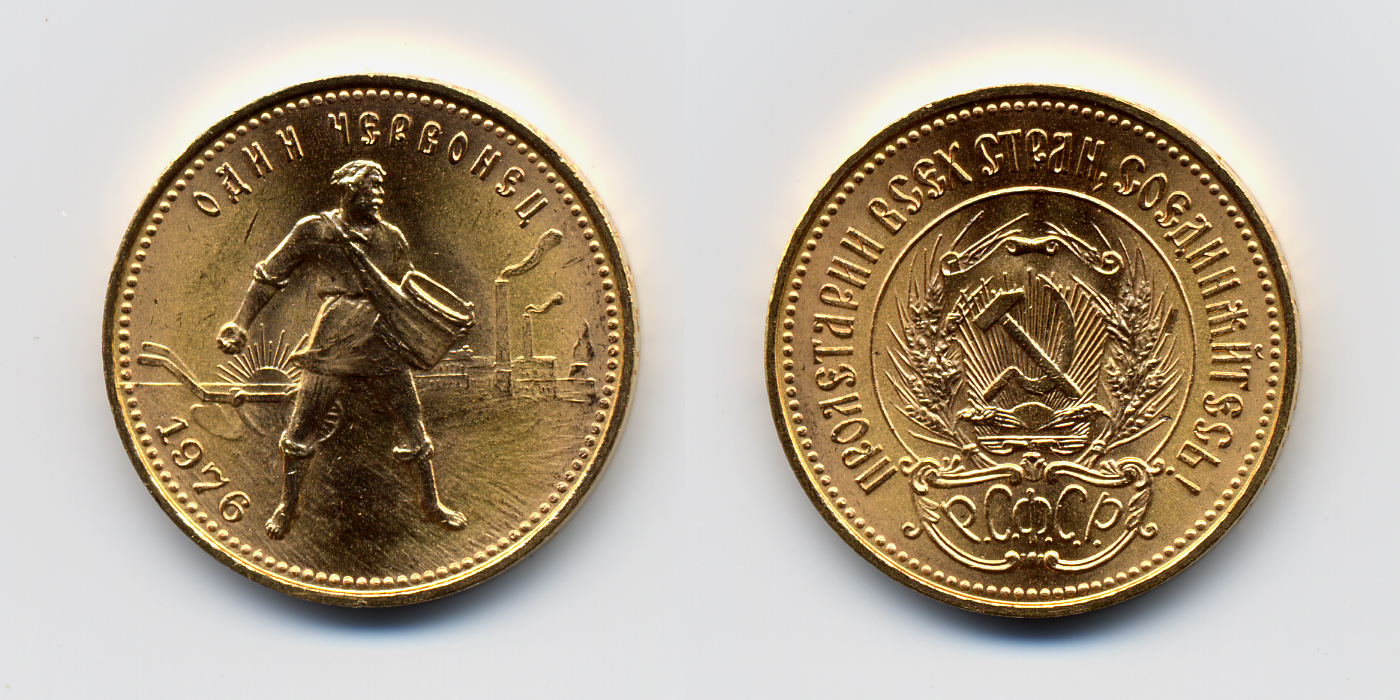
1976-os évszámmal vert aranycservonyec

A cservonyec (червонец) hagyományos orosz pénzegység, 1947 előtt hivatalos, azóta csak népnyelvi elnevezése a 10 rubelesnek. Nagy Péter cár 1701-ben verette először a korábban Oroszországban forgalomban levő holland dukátok mintájára, az azokéval megegyező súlyban (3,47 g) és finomságban (0,986). Neve a benne lévő tiszta aranyra (червонное золото) utalt. 1757-ig verték, amikor a kisebb tisztaságú aranyrubelre tértek át. 

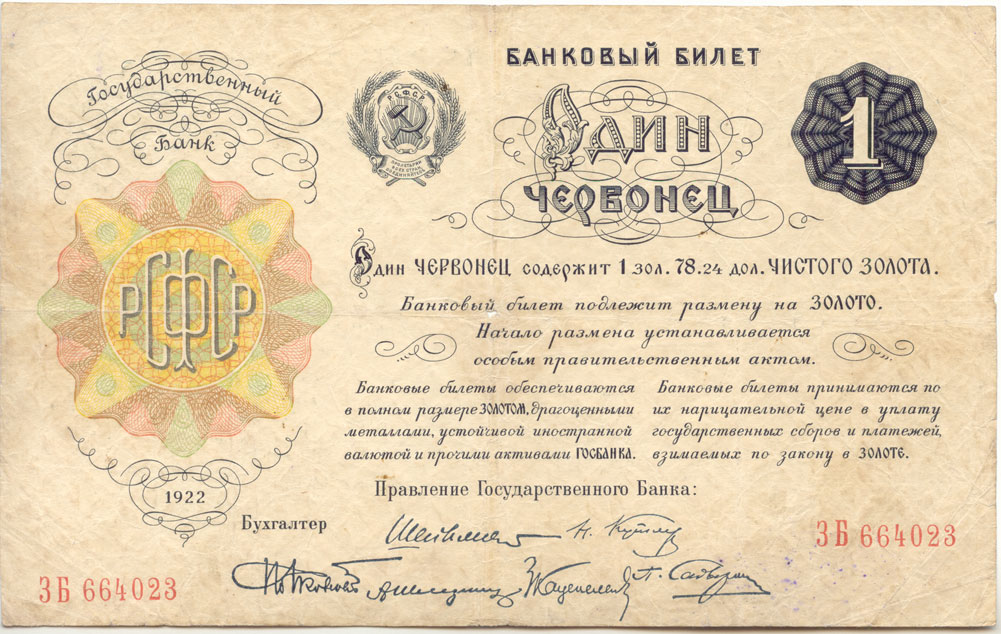
Aranyfedezetű cservonyec bankjegy 1922-ből

Az OSZSZSZK 1922-ben bocsátott ki cservonyec bankjegyeket (1, 3, 5, 10, 25 cservonyec), melyek az első szovjet rubellel párhuzamosan voltak forgalomban és átlagosan 12 500 rubelt értek (az árfolyamot naponta állapították meg). Az infláció leküzdésével megszüntették a kettős pénzrendszert, és 1924-ben a NEP keretében bevezették az aranyfedezetű szovjet rubelt, és a cservonyec (mely 8,6 g súlyú 0,900-as finomságú aranyat képviselt) hivatalos pénzzé vált. Az aranyfedezet 1929-ben megszűnt, az aranyérmék eltűntek. Az 1937-ben bevezetett 10, 30, 50 és 100 rubel értékű bankjegyek továbbra is mint 1, 3, 5, 10 cservonyec voltak forgalomban egészen az 1947-es pénzreformig, amikor a cservonyecet megszüntették (az átváltáskor 1 új rubelnek felelt meg). 
1975-ben és 1982-ben újra verettek kereskedelmi célra cservonyec aranyérméket, de nem a Szovjetunió, hanem az OSZSZSZK címerével (az 1923-as cservonyec mintájára). 
Az orosz köznyelvben ma is nemcsak a rubelre, hanem bármely 10-es címletű érmére vagy bankjegyre alkalmazzák a cservonyec vagy csirik elnevezést.

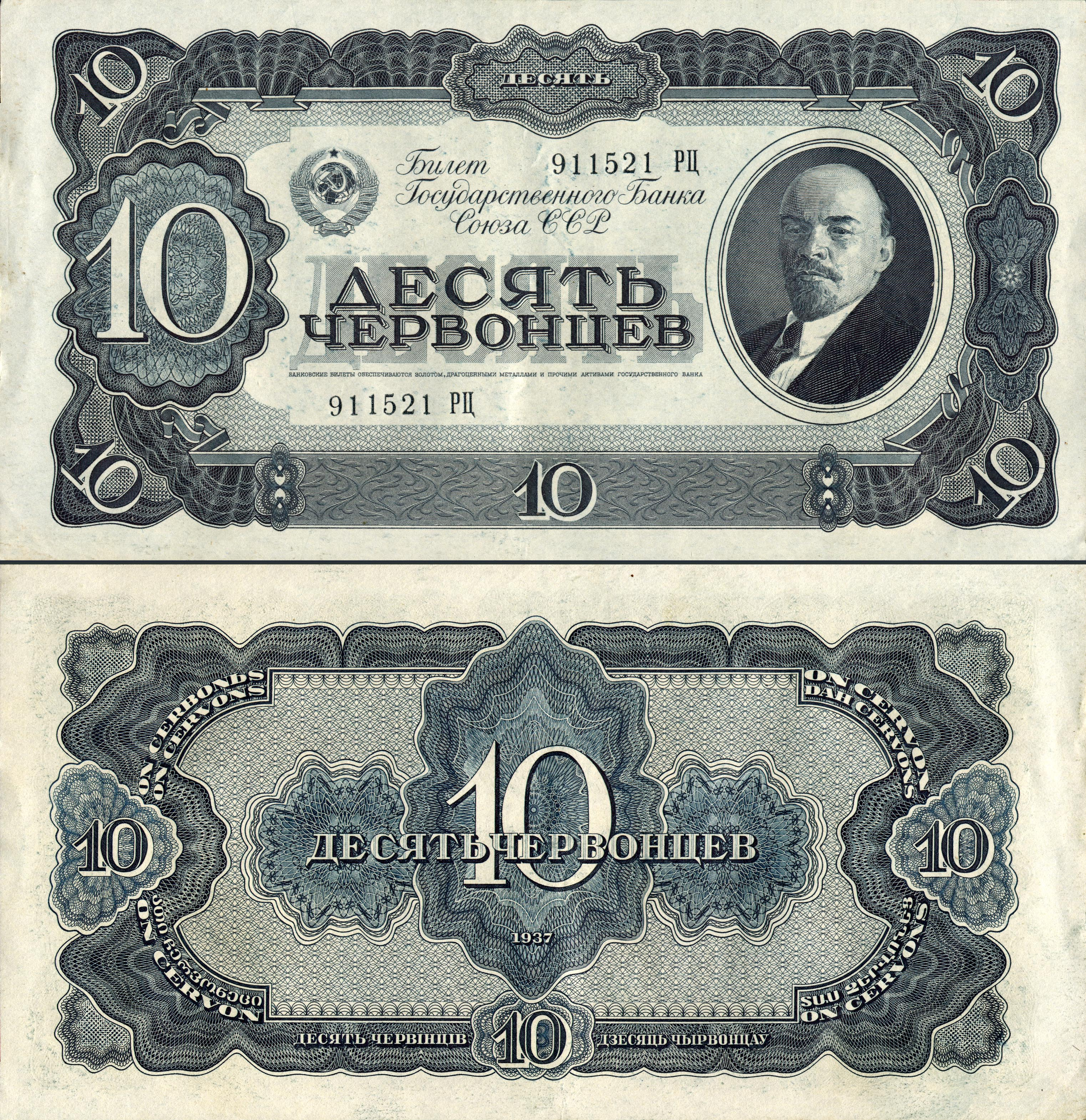
Szovjet 1937-es 10 cservonyeces (= 100 rubel) bankjegy Lenin portréjával.

## Lásd még
- orosz rubel
- szovjet rubel